# Albaredo Arnaboldi
Albaredo Arnaboldi (lombardul Albared) település Olaszországban, Lombardia régióban, Pavia megyében. Lakosainak száma 234 fő (2023. január 1.). Albaredo Arnaboldi Barbianello, Belgioioso, Broni, Casanova Lonati, Linarolo, Mezzanino, San Cipriano Po és Campospinoso községekkel határos.

## Népesség
A település népességének változása:
| Lakosok száma | 252  | 254  | 234  |
|               | 2017 | 2018 | 2023 |